# 烏利胥·柯雷
烏利胥·柯雷（德語：Ulrich Köhler；1969年12月15日—）是德國電影導演。

## 生平
烏利胥·柯雷在1989年進入位於坎佩爾的學校修習美術，後來到漢堡的美術學校學習哲學和視聽溝通，在學生時代便開始嘗試拍攝短片。他表示他的電影啟蒙受到米開朗基羅·安東尼奧尼、洪常秀和布魯諾·杜蒙的影響。
2011年，他的第三部劇情長片《嗜睡病》進入第61屆柏林影展正式競賽單元，並獲得最佳導演銀熊獎。

### 私人生活
他的伴侶為德國導演瑪倫·艾德，目前兩人與他們的兩個小孩定居在柏林。

## 電影作品
- 2002年:《平頂房（德语：Bungalow (Film)）》(Bungalow)
- 2006年:《窗戶週一到（法语：Montag (film)）》(Montag)
- 2011年:《嗜睡病（德语：Schlafkrankheit (Film)）》(Schlafkrankheit)
- 2018年:《在我房（英语：In My Room (film)）》(In My Room)

## 外部連結
- 烏利胥·柯雷在互联网电影资料库（IMDb）上的資料（英文）